# Püntsog Namgyal II
Püntsog Namgyal II was de vijfde Chögyal (koning) van Sikkim. Hij volgde Gyurme Namgyal op in 1733 en werd zelf in 1780 opgevolgd door Tenzin Namgyal.
Tijdens zijn bewind plunderden de Nepalezen de toenmalige hoofdstad van Sikkim, Rabdentse.